# Endlicheria argentea
Endlicheria argentea är en lagerväxtart som beskrevs av Chanderb.. Endlicheria argentea ingår i släktet Endlicheria och familjen lagerväxter. Inga underarter finns listade i Catalogue of Life.